# 中國回教協會
中國回教協會（阿拉伯语：الجمعية الإسلامية الصينية），簡稱回協，是中華民國的伊斯兰教組織，也是臺灣最大的回教组织，负责台北清真寺等多数台湾清真寺的运营。1938年由白崇禧號召全國回民抗日而成立於漢口市，1958年在臺灣復會。對外代表全國穆斯林辦理國際事務，對內推行教務、教育、培訓青年人才、宣揚教義及聯繫維護教胞宗教生活。

## 现状
据统计，1997年中国回教协会的会员人数为7000余人。虽然目前有约30万穆斯林居住在台湾，但其中大多数为外来务工人员，并未加入回教协会。协会的会员数与定居台湾的穆斯林人数基本保持一致。
中華民國政府对中国回教协会提供支援，亦出资资助穆斯林进行麦加朝觐。协会的运转资金主要来源于穆斯林的捐款，地方自治体和政府的资助也是资金来源之一。此外，设于沙特阿拉伯麦加的国际非政府组织穆斯林世界联盟也对协会提供资金支持。

## 历史

### 成立背景
清末至民国初期，不断有中国阿訇前往西亚朝觐和学习伊斯兰教知识。受原发地伊斯兰文化的影响，这些阿訇深切感受到中国伊斯兰教改革的必要性。1912年，王浩然阿訇在北京成立了中国回教俱进会。俱进会一经成立，即受到全国各地穆斯林代表和资本家的支持，逐渐扩大为全国性组织，在各地建立了支部，但国民政府却于1936年将俱进会解散，并公开认可北洋政府时代段祺瑞部下马良创立的中华回教公会。不过由于穆斯林知识分子普遍反感马良意图控制中国伊斯兰教界的野心，中华回教公会也很快在反对声中解散了。
九一八事变后，日軍在軍事進攻的同時，開始對中國各界進行拉攏和分化，于1933年3月在东京成立了善邻协会的前身日满协会。1934年7月3日日本关东军策划组织成立了“满洲伊斯兰教协会”，成立一周年时已有10个办事处、166个分会；1936年11月“满洲伊斯兰教协会”改名为“满洲回教协会”。1934年关东军在内蒙古成立了西北回教联合总会以通过绥远染指宁夏、甘肃。抗日战争爆发后，1938年2月日本华北方面军顾问高垣信道，通过刘锦标在北平牛街礼拜寺成立了中国回教总联合会，会旗为长方形，以星月为会徽，绿地白月，各地设分会，并聘请伊斯兰教学者三田了一为顾问。此外，日方还在各地兴建回民小学和为穆斯林商人提供食宿的回民会馆，并聘请当地伊斯兰教界的领导者和有名望的人在这些机构内任职。1939年6月22日，日本东亚经济调查局局长大川周明发表了《告支那回民诸君》一文，文中称“现在正是有着如此光辉历史的支那回民东山再起的时刻”。

### 成立過程

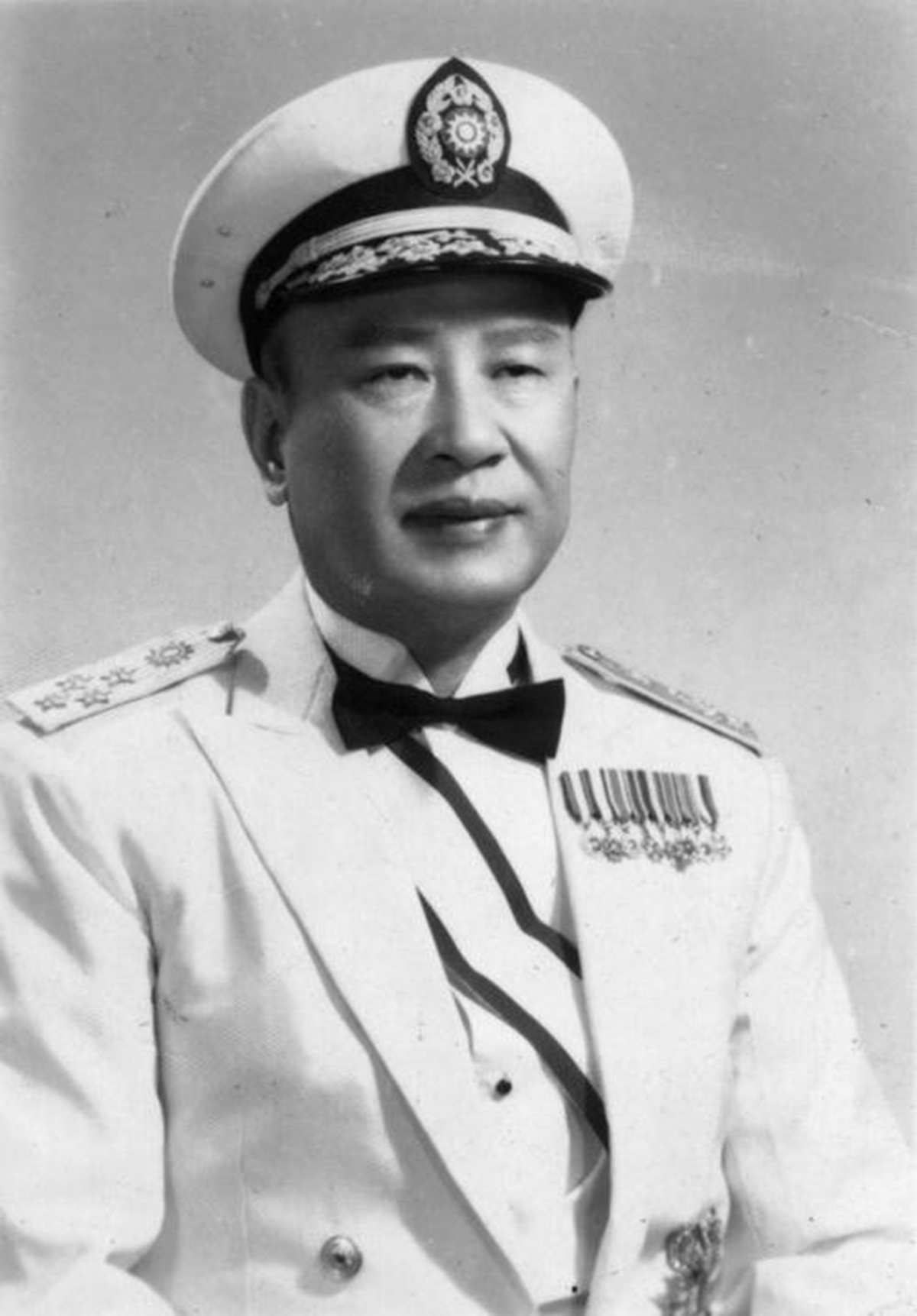
首任理事长白崇禧

尽管日軍为争取中国穆斯林的支持而施加了诸多优惠，但自九一八事变以来，包括伊斯兰教在内的中国各宗教界均有反日和抗战的倾向。抗日战争爆发后，这一倾向更加强烈，教民纷纷以宗教为核心，团结起来抵抗日本侵略。在此时机下，早已有意建立全国规模伊斯兰教组织的王静斋和时子周于1938年1月共同在郑州建立了中国回民抗日救国协会（下称“抗日协会”），并于1月10日发布《中国回民救国协会宣言》，宣告了抗日协会的创会宣言和协会宗旨。1938年2月，国际反侵略运动大会中国分会在汉口举行反侵略运动宣传周期间，抗日协会代表全国穆斯林表明反对日本的侵略活动。受此影响，当地的穆斯林也在清真寺召开了反侵略大会，吸引了全国各地的1000余名穆斯林代表参会，其中还有国民党中央宣传部部长邵力子等政要。1938年4月，为了参加抗日战争，穆斯林在汉口组织了漢口市回民战地服务团，于1938年8月改组为“中国回民青年战地服务团”，其任务为救济难民、援助伤兵和出征士兵及其家人等后勤工作。随着日军逐渐紧逼，全国的穆斯林进一步团结一致。
1938年4月，国民政府军事委员会副参谋总长白崇禧（也为穆斯林）在汉口停留时，与从各地前来参加反侵略大会的全国伊斯兰教界指导者商议，决定将抗日协会扩大为全国规模的组织，使之成为中国穆斯林的核心组织。1938年5月在汉口成立中国回民救国协会（下称“回民救国协会”），白崇禧任理事长，时子周和唐柯三任副理事长。然而由于当时汉口的情况已十分危急，1938年8月，回民救国协会与国民政府一道迁往重庆，并于1939年7月在重庆召开了第一次全国会员代表大会。会上，协会改组为中国回教救国协会（下称“回教救国协会”）。就这样，国民政府唯一官方认可的伊斯兰教组织诞生了。经费来源主要为国民政府的拨款。 

### 抗战期间的活动
回教救国协会的目标是与国民政府共同抗击日军，并在其中进行宗教活动。协会在战时的宗旨为“拥护国民政府，促进适应于三民主义的行动，协力抗战建国”。1939年，理事长白崇禧在向全体职员的训话中强调协会是“救国救教”的组织，向穆斯林宣传对日抗战。协会会则中也规定，协会的活动包括宗教宣传、穆斯林的组织化与训练、宣传参加抗战、促进和援助穆斯林教育等。
抗日战争期间，协会的具体活动包括进行针对中国清真寺、伊斯兰教学校和穆斯林的调查；通过发行会志和举行学术演讲会等活动在国内进行宣传；管理清真寺和翻译《古兰经》等教内事务；建设农场和工厂等生产活动等。协会还采取了一些旨在提升穆斯林地位的举措，如申请取缔侮辱伊斯兰教的书籍、救济受灾穆斯林、创办伊斯兰教学校等。上述活动中尤其值得一提的是各种全国范围的调查，这正是协会作为全国性组织方得以进行的事业。此外，协会进行的一些国际交流活动，如组建埃及留学团、建立中马（马来西亚）文化协会和中伊（伊斯兰）文化协会等准备组织、派遣麦加朝觐团等，都对中华民国保持与其他伊斯兰教国家的关系有所帮助。
战争期间，协会在各地的支部也坚持组织庆祝伊斯兰教节日。每年开斋节，协会都组织祈祷抗战胜利和追悼遇难同胞的活动。1944年古尔邦节，伊朗公使及其秘书、土耳其大使馆秘书等伊斯兰教各国使节都参加了协会在重庆举办的庆祝活动。
协会还积极参与当时关于宪法的热烈讨论。在1940年1月11日的常务理事会上，协会组织了宪政研究会，并提出了关于指导和辅助穆斯林参与选举的提案。会志《中国回教救国协会会刊》中也增刊了关于宪政问题的内容，1936年国民政府提出中华民国宪法草案（五五草案）后，会志对其进行了刊载，表示有必要从穆斯林的角度对草案进行慎重的审查。
1942年，协会召开了第二次全体会员代表大会，将名称改为现名中国回教协会。

### 抗战结束后
1945年8月，日本投降，第二次世界大战和抗日战争结束。由于会则规定协会本部设于国民政府首都，故随着国民政府由重庆迁回南京，中国回教协会也将本部迁往南京。1945年台湾光复后，南京支部的王静斋与穆斯林伊斯兰学者常子春等人接触，并于1947年12月23日设立了台湾支部准备委员会。
1946年起第二次国共内战，1949年国民政府不得不撤往台湾。中国回教协会自创设之初就以拥护国民政府为宗旨，以理事长白崇禧为首的协会高层亦多与国民政府关系密切，故1949年协会随国民政府一同迁台。中国回教协会继承中国回教俱进会的衣钵，自1938年成立以来在中国大陆存续了10年以上，拥有21处分会和291处支会，几乎遍布整个中国大陆，曾是中国最具影响力的全国性伊斯兰教组织。

### 迁台与复会
台湾和伊斯兰教之间原本并没有太密切的联系。普遍认为，台湾最早的穆斯林是明郑与清对抗时期，由福建渡台的回族人。清末甲午战争后，台湾被割让与日本，从而被迫断绝了与中国本土的联系，台湾的伊斯兰文化也逐渐被埋没在台湾传统文化和习俗中。
尽管中国回教协会高层和知识分子以及国民政府的公务人员和士兵等约两万名穆斯林于1949年4月随国民政府迁台，但回协的大多数一般会员都留在了中国大陆。因此，协会迁台后很快就因人员不足和经济困难而不得不停止了活动。之后，协会接受了来自国民政府等方面的资助，于1952年重启了会志的刊行，并于1958年正式复会。

### 建设台北清真寺

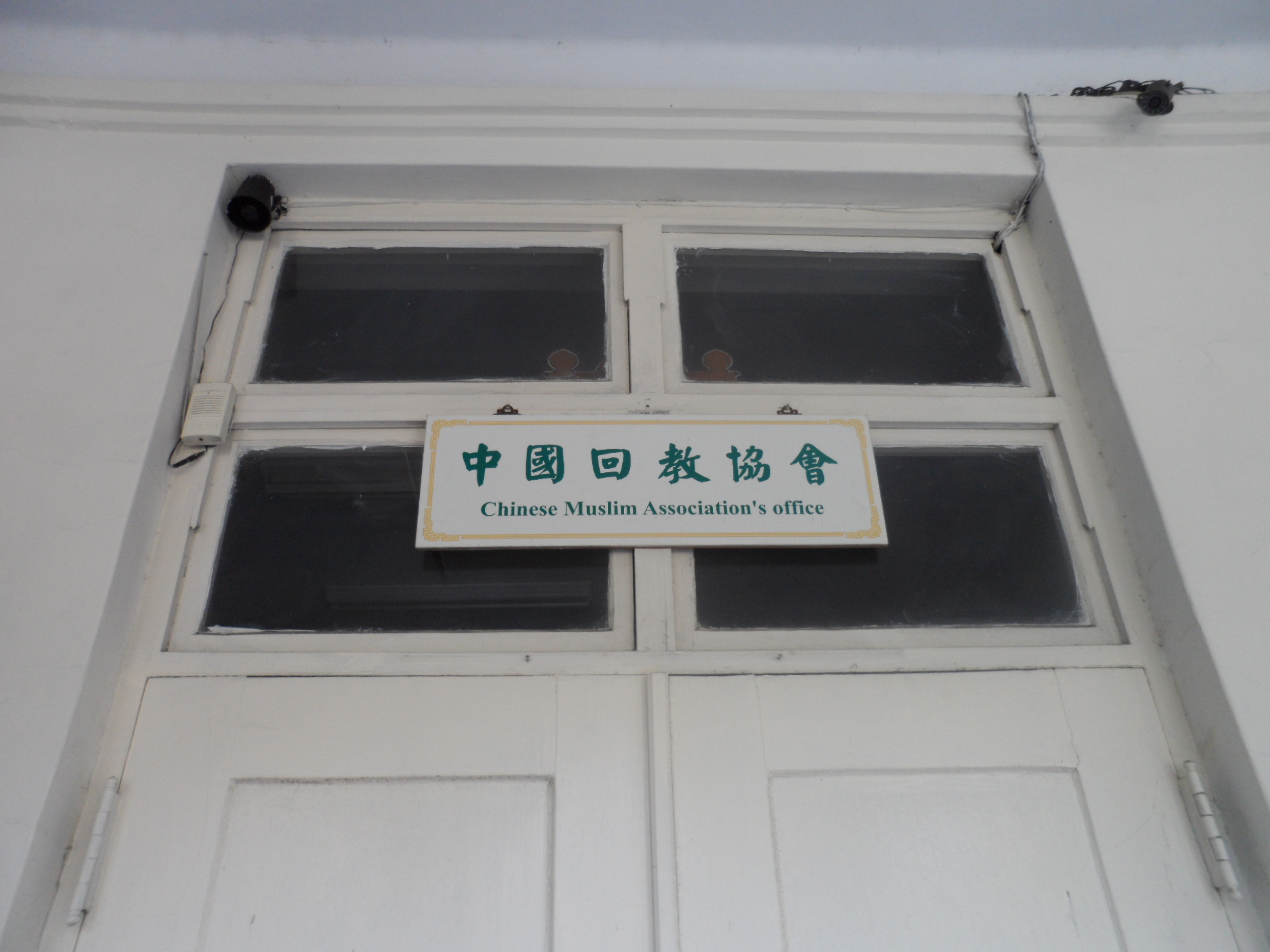
台北清真寺内的中国回教协会办公室

最初，迁台的穆斯林使用二手的日式房屋作为礼拜堂。但随着穆斯林人数的增加，建立清真寺的需求日益迫切。然而由于中国回教协会经济状况不佳，不得不继续勉强使用二手日式房屋充当礼拜堂。理事长白崇禧将建设清真寺的需求诉诸政府，得到了当时的外交部长叶公超的资助，于1949年12月12日建立了“台北清真寺建设委员会”。为了打造与伊斯兰世界之间的良好关系，中華民國政府大力支援清真寺建设，从外交部拨款了600万元作为经费。
协会于1958年购置台北市的土地，开始建设台北清真寺以作为协会的活动据点。除了本地穆斯林的捐助外，工程的资金来源还包括约旦和伊朗的资金援助，以及通过外交部向台湾银行的贷款。资金援助的具体数额为约旦和伊朗资助15万美元，台湾银行贷款10万美元。此外，部分迁台穆斯林祖籍为宁夏，因此清真寺建设工程也收到了来自宁夏回族自治区的捐款。1960年4月，台北清真寺竣工，中国回教协会本部设于寺内。清真寺竣工纪念仪式上，时任中華民國副总统陈诚致辞，日本、澳大利亚、泰国和马来西亚各国的政界与宗教界领袖也受邀出席了仪式。台北清真寺落成后，伊朗沙阿穆罕默德-礼萨·巴列维、约旦国王侯赛因一世、尼日尔前总统哈马尼·迪奥里和沙特阿拉伯国王费萨尔等伊斯兰国家元首都曾到访此寺。
1990年，中国回教协会所购入的台北清真寺建设用地的原所有者向法院提起诉讼，声索土地的所有权。诉讼以协会方面全面胜诉告终，然而原告逝世后，其子女将地产转卖给了某水泥公司，并于1997年完成了名义上的土地转让手续，故发生了水泥公司要求台北清真寺归还土地的事件。1999年，刘文雄等国会议员、外交部西亚局局长、内政部史迹科长等人联合在立法院召开“清真寺的未来”公开听证会，会上，协会发声呼吁停止拆除清真寺。台湾媒体传达了协会及台湾穆斯林的上述呼声。同年3月29日，建成仅30年的台北清真寺被认定为台北市市级古迹，从而免于被拆毁。

### 至今
现在，中国回教协会正致力于增加国际交流。2004年，世界伊斯兰联盟与国立政治大学共同主办的国际伊斯兰座谈会在台北召开，来自世界各国的许多乌理玛和政要参加了本次座谈会。
2015年在土耳其伊斯坦布尔召开的第一届亚太各国伊斯兰领导人会议上，协会作为台湾代表派遣理事长张明峻等人参会。张在基调演讲上，介绍了台湾的清真认证等穆斯林友善化举措，并就建造新的清真寺请求了资助。
2020年，协会与黎巴嫩非政府组织URDA协力，向居住在黎巴嫩贝卡谷地及阿卡省的难民营的叙利亚内战难民捐助了粮食与儿童服装。

## 活动
中国回教协会主要与台湾政府和地方自治体合作进行清真寺运营、伊斯兰文化宣传、穆斯林权益提升、穆斯林友善化等活动。此外，协会的活动还包括协助已失去信仰的“前回民”群体恢复信仰、发行和广播会志《中国回教》等。

### 教育

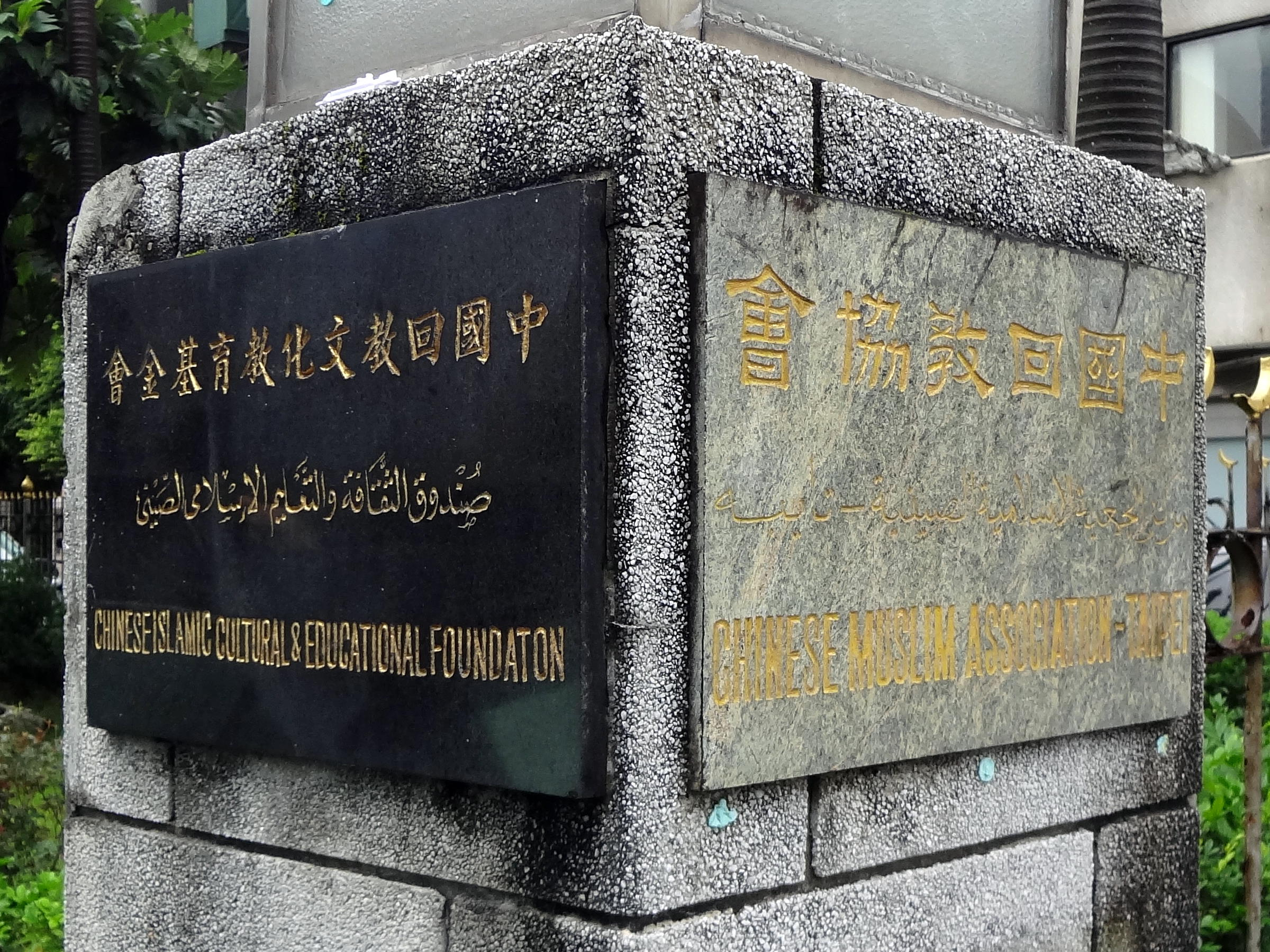
台北清真寺的回教协会和文化教育基金会的标牌

中国回教协会致力于国内穆斯林的培养。國民大會代表常子春和其兄常子萱於1976年捐助新臺幣300萬元设立了中国回教文化教育基金会，通过此基金会开设奖励穆斯林的奖学金，进行伊斯兰相关的讲学等等。此外，为了填补台湾其他伊斯兰教组织的人员不足，协会也组织相关的志愿活动。
协会还设立宗教教义言及委员会，收集整理与伊斯兰教相关的书籍文献，将阿拉伯语资料翻译为汉语。这些资料免费公开，以帮助穆斯林学习伊斯兰教知识。
协会从1954年起每年派遣麦加朝觐团，促進中華民國與伊斯蘭國家文化與宗教交流，归国后經常受時任總統接見。

### 清真认证

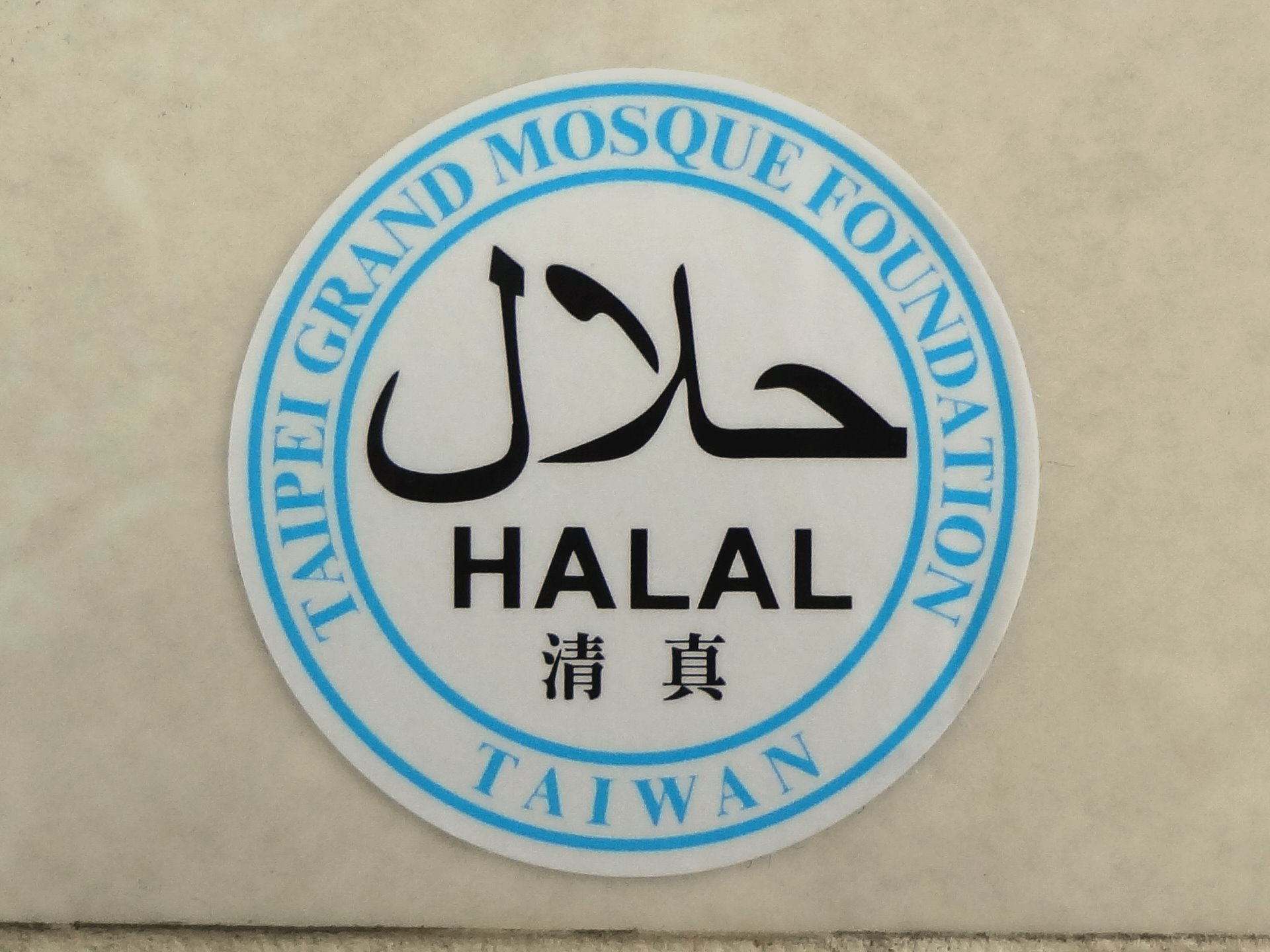
台北清真寺发布的清真认证贴纸

中国回教协会的主要活动之一就是对清真食品（用符合伊斯兰教规定的食材和烹饪方法制作的食品）的认证。在台湾政府正式向穆斯林产业投入精力之前，从1990年代开始，清真认证工作的主要承担者为中国回教协会等运营的清真寺，其中台中清真寺和台北清真寺作为清真认证机构分别于2007年和2010年各自独立获得了马来西亚官方清真认证机构马来西亚伊斯兰开发局（JAKIM）的公认。
中華民國政府目前着眼于增进与东盟和南印度之间关系的“新南向政策”，致力开拓印度尼西亚和马来西亚等伊斯兰国家的穆斯林市场，因此设立了许多清真认证机构。其中，中国回教青年会在台北文化清真寺设立的“台湾清真产业品质保证推进协会”（THIDA）获得了马来西亚伊斯兰教评议会、印度尼西亚乌理玛评议会、阿联酋环境水利省等多个机构的公认。中国回教协会于2012年与THIDA达成协议，担任全台的清真认证工作。
中国回教协会与中華民國交通部观光局合作，进一步推进清真认证工作。由此，取得清真认证的餐厅数目由2011年的15家增加到100家以上。2013年12月，五星级酒店亞都麗緻大飯店和台北晶华酒店获得清真认证。根据协会方面的数据，获得认证的制造厂截至2016年共有356家，获得认证的餐馆截至2020年共有285家。
中国回教协会的清真认证的特征在于其认证根据从业者是否为穆斯林而有所不同。对穆斯林从业者发放的认证为“穆斯林餐厅”认证，而对非穆斯林从业者发放的认证为“穆斯林友善餐厅”认证。这两种认证除了名称上的差异之外，获得的条件基本相同。在这两项认证的基础之上，2014年协会又加入了针对住宿设施内的餐厅的“穆斯林友善餐旅”认证、针对印度尼西亚从业者的“穆斯林餐厅及食品商店”认证和针对飞机内提供餐饮盒饭的集中烹饪设施的“清真厨房”认证。从业者可以根据自身情况申请一个或多个上述认证。
| 名称                 | 经营内容           | 从业者   |
| -------------------- | ------------------ | -------- |
| 穆斯林餐廳           | 餐厅               | 穆斯林   |
| 穆斯林友善餐廳       | 餐厅               | 非穆斯林 |
| 穆斯林友善餐旅       | 住宿设施内的餐厅   | 非穆斯林 |
| 清真廚房             | 快餐等集中烹饪设施 | 穆斯林   |
| 穆斯林餐廳及食品商店 | 小吃店及商店       | 穆斯林   |

### 穆斯林友善化

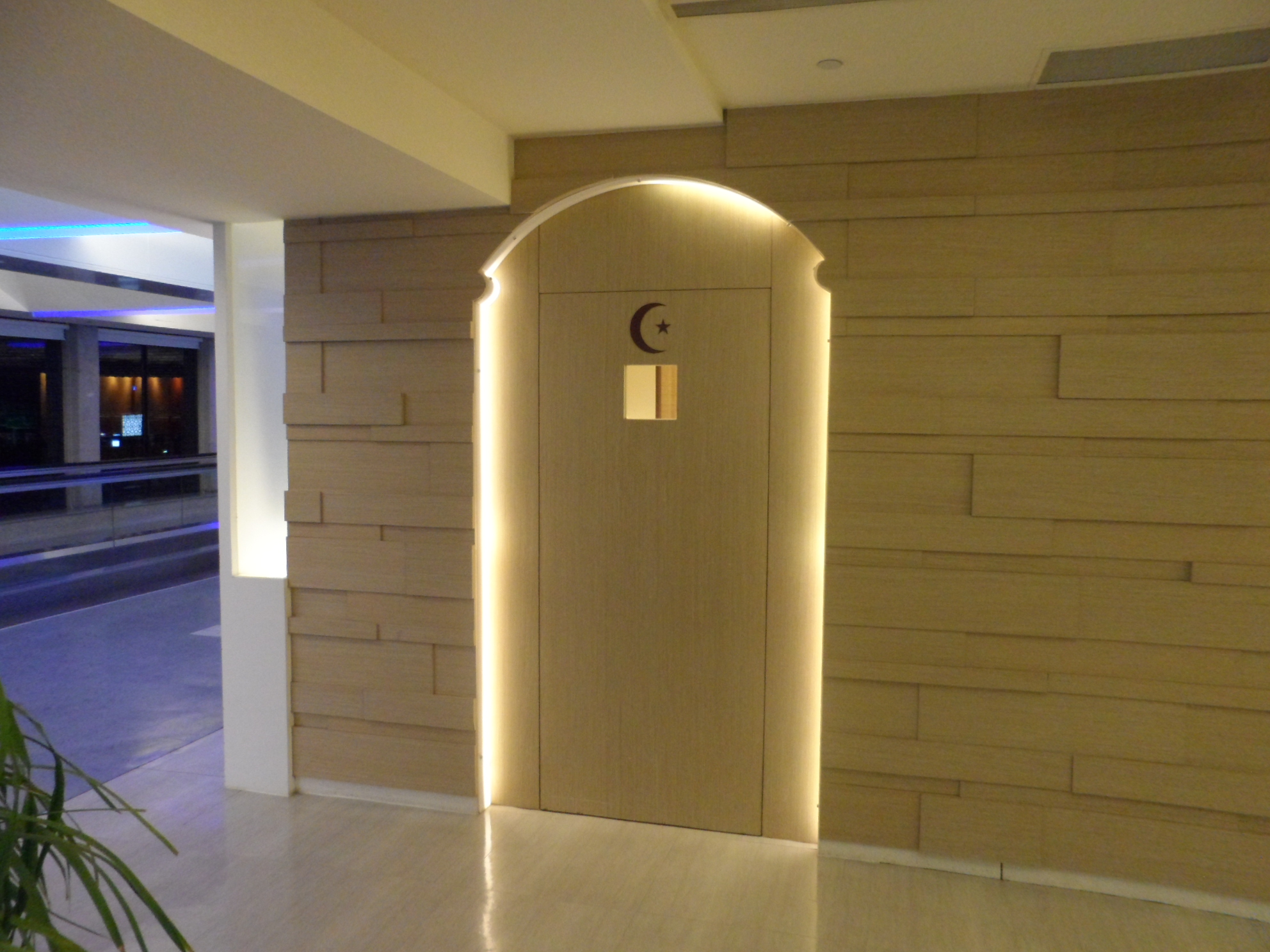
台湾桃園国際机场的礼拜堂

如前所述，台湾政府重视与伊斯兰教各国的关系，为了方便伊斯兰教国家来台的穆斯林移民及旅客，政府着力推进穆斯林友善化进程。其中，中国回教协会与政府和台湾观光协会合作，面向旅游业者开设研讨班，以此帮助推进穆斯林友善化。协会还与政府合作在车站和公共设施内设置礼拜堂。此外，协会还与台北市国立台湾科技大学的穆斯林学生团体合作推出了“Halal.Taiwan”（清真台湾）App，可为穆斯林旅客提供酒店、清真寺、餐厅等方面的信息。

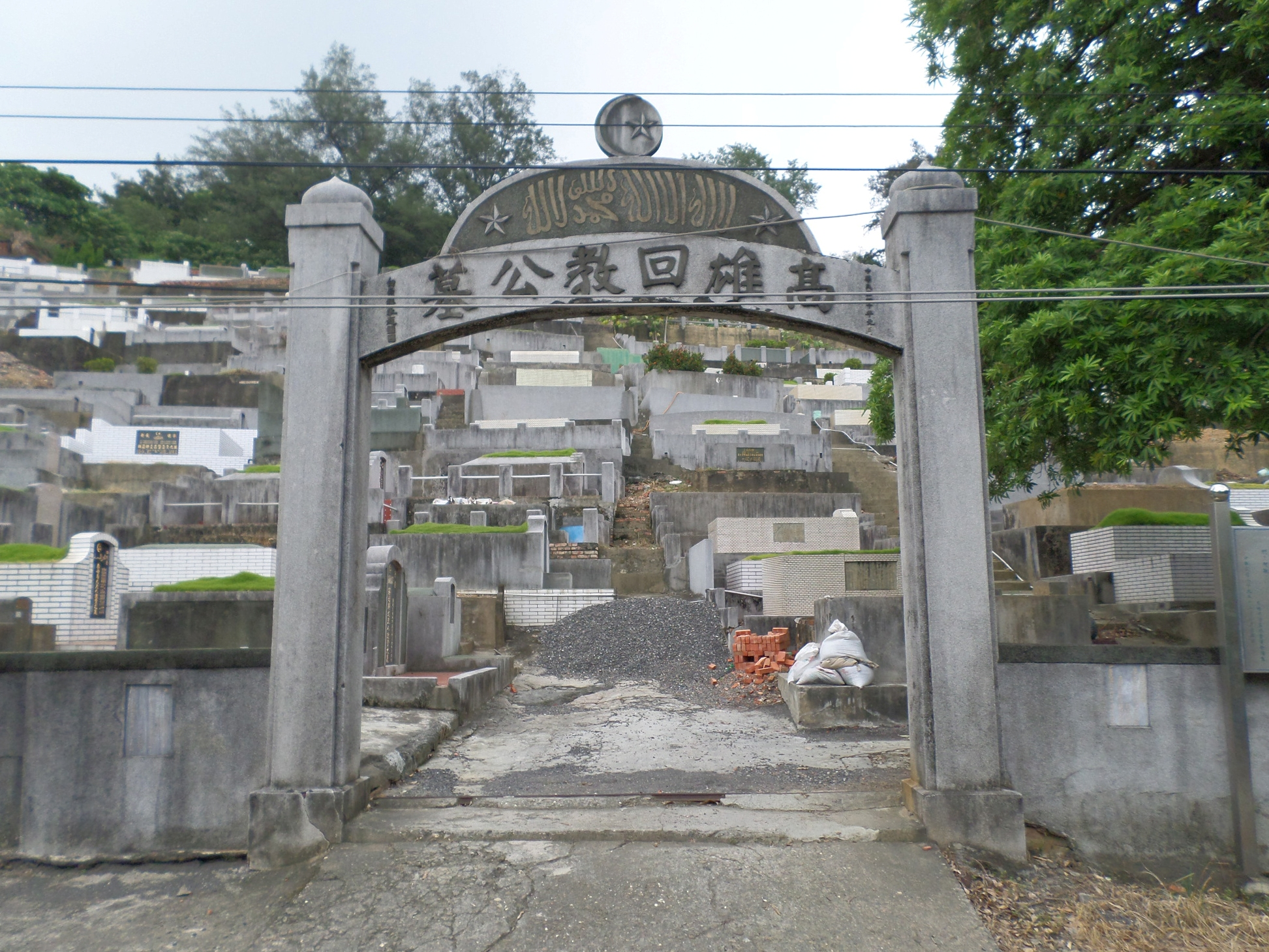
高雄市三民区的高雄回教公墓

高雄市曾提案迁移高雄回教公墓，并将原址改为公园，但中国回教协会对此表示反对。经过协商，双方于2014年达成的协议中，协会方面接受将墓地与公园合用，但协会最终同意将墓地迁往他址。伊斯兰教义规定非穆斯林不允许擅动穆斯林坟墓，高雄市对此教义表示尊重，并面向高雄市内的穆斯林社区召开了听证会。2017年，高雄市殡葬管理处访问马来西亚，学习伊斯兰教殡葬礼仪，以示对穆斯林群体的重视。不过协会仍然警示市方，称此类迁移并没有过先例。迁移于2017年10月开始，2018年8月完成。

## 与其他团体的关系

### 境内
台湾有影响力的伊斯兰教组织除了中国回教协会外，还有中国回教青年会，其前身为1949年于广州成立的中国回民青年反共建国大同盟。两协会之间时常发生冲突，互相批判，关系不佳。1971年沙特阿拉伯国王费萨尔二世来访期间，回教青年会并未出席回教协会参加的接待活动。两会对峙的局面持续至1978年青年会归入回教协会属下为止。
协会曾与驻台印度尼西亚经济贸易代表处合作创办伊斯兰教士联合会台湾分会PCINU台湾。2009年，协会宣布将与PCINU台湾实施密切的合作。当时协会的代表表示，人数众多的在台印度尼西亚劳工和留学生对台湾伊斯兰教而言非常重要。

### 境外
中国回教协会加盟了总部设于麦加的穆斯林世界联盟，并接受联盟提供的各种资助。1980年，协会协助马来西亚前首相東姑阿都拉曼创立伊斯兰教组织RISEAP，二者间至今仍有很深的联系。
2007年，中国回教协会向前述的伊斯兰教士联合会提出教育方面的合作申请。台湾方面将为财力无法支持求学的印度尼西亚年轻人提供奖学金，而印度尼西亚方面将协助台湾培养女性乌理玛。
协会还与中华人民共和国的中国伊斯兰教协会展开合作。2005年，伊斯兰教协会邀请回教协会访问大陆，回教协会派出由包括理事在内的8名代表组成的代表团，展开自5月22日起为期8日的访问。代表团在北京受到国家宗教事务局接见，并达成协议与伊斯兰教协会共同促进兩岸伊斯兰教界的合作。代表团还视察了宁夏和甘肃等穆斯林聚居地区。2010年，伊斯兰教协会访台，回教协会予以回应。2014年10月，中国伊斯兰教协会就清真食品相关问题派出访台代表团。

## 清真寺營運
由中國回教協會營運的清真寺如下表所示。除此之外，台北文化清真寺由中國回教青年會營運；大園清真寺由台灣穆斯林輔導協會營運；花蓮清真寺由印尼伊斯蘭教士聯合會台灣分會（PCINU Taiwan）營運。
| 名稱       | 英文名稱            | 照片 | 竣工年                        | 所在地       |
| ---------- | ------------------- | ---- | ----------------------------- | ------------ |
| 台北清真寺 | Taipei Grand Mosque |      | 1947年（初代） 1960年（現在） | 台北市大安區 |
| 高雄清真寺 | Kaohsiung Mosque    |      | 1949年（初代） 1992年（現在） | 高雄市苓雅區 |
| 台中清真寺 | Taichung Mosque     |      | 1951年（初代） 1990年（現在） | 台中市南屯區 |
| 龍岡清真寺 | Longgang Mosque     |      | 1967年（初代） 1989年（現在） | 桃園市中壢區 |
| 台南清真寺 | Tainan Mosque       |      | 1996年                        | 台南市東區   |

## 引用
1. 1 2  . 中国回教協会.   [2020-10-11]. （原始内容存档于2021-01-18）.
2. ↑  . 中華民國外交部NGO雙語網站.   [2022-03-20].
3. ↑  木村 2004，第202頁.
4. ↑  . Taiwan Today. 2019-09-19  [2020-09-05]. （原始内容存档于2021-07-23） （英语）.
5. 1 2  . 沙特阿拉伯国家石油公司.   [2020-09-26]. （原始内容存档于2020-05-17） （英语）.
6. ↑  長谷部 2014，第2頁.
7. 1 2 3  . 中華回教博愛社.   [2020-09-05]. （原始内容存档于2018-10-31） （英语）.
8. ↑  佐口 1969，第21頁.
9. 1 2  矢久保 2016，第24頁.
10. ↑  海野 2016，第15頁.
11. ↑  松本 2002，第223頁.
12. ↑  安藤 2014，第32頁.
13. ↑  田島 2010，第552頁.
14. 1 2  澤井 2013，第59頁.
15. ↑  山本 2012，第271頁.
16. ↑  澤井 2018，第174頁.
17. ↑  柳瀨 2002，第161頁.
18. ↑  松本 2003，第224頁.
19. ↑  矢久保 2016，第26頁.
20. ↑  矢久保 2016，第26-27頁.
21. ↑  矢久保 2016，第28頁.
22. ↑  矢久保 2016，第27-28頁.
23. ↑  矢久保 2016，第51頁.
24. ↑  矢久保 2016，第34-35頁.
25. ↑  矢久保 2016，第35頁.
26. 1 2 3 4 5 6 7  . Taiwan Today. 1988-01-01  [2020-09-06]. （原始内容存档于2021-07-23） （英语）.
27. ↑  矢久保 2016，第89頁.
28. ↑  矢久保 2015，第309頁.
29. ↑  木村 2004，第203頁.
30. ↑  木村 2009，第72頁.
31. 1 2 3  長谷部 2014，第3頁.
32. ↑  Broilo，第94頁.
33. ↑  矢久保 2016，第29頁.
34. ↑  Broilo，第95頁.
35. ↑  木村 2009，第78頁.
36. 1 2  . 台北清真寺.   [2020-09-08]. （原始内容存档于2021-01-28）.
37. ↑  . 阿纳多卢通讯社. 2016-01-15  [2021-01-07]. （原始内容存档于2016-02-16） （英语）.
38. ↑  後藤 2006，第202頁.
39. ↑  . 半岛电视台. 2014-12-31  [2020-09-05]. （原始内容存档于2020-02-15） （英语）.
40. ↑  木村 2009，第79頁.
41. 1 2  木村 2009，第81頁.
42. ↑  . 中華民國總統府. 2015-12-14  [2022-03-20]. （原始内容存档于2022-03-20）.
43. ↑  . URDA. 2020-05-22  [2020-09-21]. （原始内容存档于2021-02-28） （英语）.
44. ↑  北村，第27頁.
45. ↑  . 財團法人中國回教文化教育基金會.   [2025-03-26].
46. ↑  . 中華民國總統府. 2015-10-20  [2022-03-20]. （原始内容存档于2022-03-20）.
47. ↑  北村，第28頁.
48. ↑   (PDF). 駐歐盟兼駐比利時臺北代表處. 2019-09-20  [2020-09-21]. （原始内容存档 (PDF)于2021-08-31） （英语）.
49. ↑  砂井，第596頁.
50. ↑  武藤英臣.  (PDF).  ().   [2021-09-05]. （原始内容存档 (PDF)于2021-08-31） （日语）.
51. ↑  砂井，第607-608頁.
52. ↑  砂井，第597頁.
53. ↑  加藤康二.  (PDF) (报告). 日本貿易振興機構. 2018-03-28  [2020-09-05]. （原始内容存档 (PDF)于2021-08-31） （日语）.
54. ↑  . 中國時報. 2014-03-28  [2022-03-20]. （原始内容存档于2022-03-20）.
55. ↑  . 台湾光華雜誌. 2017-03  [2022-03-20]. （原始内容存档于2022-03-20）.
56. ↑  . 屏東縣政府. 2016-11-11  [2022-03-20]. （原始内容存档于2016-12-04）.
57. ↑  . 台灣光華雜誌. 2020-06  [2022-03-20].
58. ↑  砂井，第599-600頁.
59. 1 2  砂井，第601頁.
60. ↑  . Taiwan Today. 2020-05-22  [2020-09-06]. （原始内容存档于2020-06-08） （英语）.
61. ↑  . 台北市政府观光传播局. 2020-03-13  [2020-09-05]. （原始内容存档于2020-10-06） （日语）.
62. ↑  . Taiwan Today. 2017-01-01  [2020-09-22]. （原始内容存档于2021-09-05） （英语）.
63. ↑  . 美国在台协会. 2019-06-24  [2020-09-14]. （原始内容存档于2020-10-25）.
64. ↑  . 臺灣英文新聞. 2018-04-02  [2020-10-01]. （原始内容存档于2021-08-04） （英语）.
65. ↑  後藤 2006，第203頁.
66. ↑  . NU Online（伊斯蘭教士聯合會）. 2009-02-20  [2020-09-21]. （原始内容存档于2021-09-05） （英语）.
67. ↑  . 臺灣清真推廣中心.   [2022-03-20].
68. ↑  . . 2007-10-19  [2020-09-05]. （原始内容存档于2020-08-09） （日语）.
69. ↑  . 中国伊斯兰教协会.   [2020-09-08]. （原始内容存档于2015-06-23）.
70. ↑  清水勝彦.  (PDF) (报告). 天理台湾学会. 2016  [2021-09-05]. （原始内容存档 (PDF)于2021-08-31） （日语）.
71. ↑  . 中華民國外交部. 2019-11-25  [2020-10-13]. （原始内容存档于2020-08-12）.
72. ↑  . NU Online. 2018-03-22  [2020-10-13]. （原始内容存档于2019-10-10） （印度尼西亚语）.

## 外部連結
- 中國回教協會（页面存档备份，存于）